# 福山市立芦田中学校
福山市立芦田中学校（ふくやましりつあしだちゅうがっこう）は広島県福山市芦田町下有地（しもあるじ）にある男女共学の公立中学校。

## 沿革
- 1952年6月20日 - 有磨村戸手村福相村宜山（むべやま）村学校組合立品治（ほんじ）中学校が解散したため芦品郡有磨・福相両村で学校組合を設立し、有磨村福相村学校組合立芦田中学校が発足する。

※これ以前にも1947～1948年にこの両村が学校組合を設立して有磨村福相村学校組合立芦品中学校が設置されていた。その後村ごとに中学校を持ったが自治体財政の困窮や生徒数の少なさなどからすぐに行き詰まり有磨村戸手村福相村宜山村学校組合立品治中学校が設立された。なお、「品治」とは1898年まで存在した郡（品治郡）の名称であるが、品治中学校の学区のうち旧品治郡域は戸手・宜山両村だけであり、学区全域ではない（有磨・福相両村は旧芦田郡）。
- 1955年4月1日 - 芦品郡有磨・福相両村が統合して芦品郡芦田町が発足したことにより芦田町立芦田中学校と改称する。
- 1974年4月1日 - 芦品郡芦田町が福山市に編入されたことに伴い福山市立芦田中学校と改称する。

## 校名の由来
- 学区の北側を流れる芦田川や有磨・福相両村がかつて属していた郡の名前。中学校名から有磨・福相両村統合後の自治体名が付けられた可能性もある。

## 概要
- 旧芦品郡芦田町、すなわち現在の福山市芦田町全域を学区とする中学校である。
- 芦田地区は農業や繊維産業が盛んなところである。宅地開発は道路事情の悪さもあってあまり進んでいない。
- 学校の南には福山市役所芦田支所や福山市立動物園がある。

## 学区
- 特別の事情がない限り福山市立有磨・福相両小学校の児童全員が進学することになっている。各小学校の学区は以下の通りである。

福山市立有磨小学校区
- 芦田町上有地（かみあるじ）
- 芦田町下有地
- 芦田町柞磨（たるま）

福山市立福相小学校区
- 芦田町向陽台
- 芦田町福田

※福相の「相」は相方（さがた、福山市新市町の大字の一つ）を指す。地理的事情から1949年9月1日に芦品郡福相村から分離して芦品郡新市町に編入されたが、なぜか福相村及び福相小学校は福田村及び福田小学校には改称しなかった。

## 学区の地理

### 主要施設
- 福山市役所芦田支所

### 名所・旧跡・観光地
- 福山市立動物園（旧：富谷動物園）

### 自然景観
- 芦田川
- 大谷山

### 教育機関（小学校以上）
- 福山市立有磨小学校
- 福山市立福相小学校

## アクセス
- 中国バス芦田支所前バス停が最寄のバス停（バス停から徒歩5分ほど）。但し、福山市中心部へは乗り換えが必要である。